# Cañón antitanque M1932 (19-K) 45 mm
El M1932 (designación de fábrica 19-K, índice GRAU 52-P-243A) era un cañón antitanque ligero de disparo rápido, empleado en el período de entreguerras y en las primeras etapas de la Operación Barbarroja. Fue creado por el equipo de ingenieros de la Fábrica No. 8, ubicada en la ciudad de Koroliov, dirigido por Vladimir Mijailovich Bering.

## Historia
El cañón con la designación de fábrica 19-K (19-К en cirílico) era una combinación de un afuste modificado del M1930 (1-K) 37 mm (construido bajo licencia de la Rheinmetall) con un cañón de 45 mm diseñado en marzo de 1932 y adoptado por el Ejército Rojo el 23 de marzo de 1932. La razón por elegir el calibre 45 mm fue debido a los grandes lotes de proyectiles franceses de 47 mm, que podían transformarse a 45 mm al fresárseles las bandas de rotación. El resultante cañón antitanque con cierre manual demostró ser ineficaz debido a su baja movilidad y problemas de fiabilidad, por lo que después de una serie de modificaciones (incluyendo el arresto del diseñador en jefe del proyecto el 10 de agosto de 1933 al descubrirse varios defectos de fabricación) fue nuevamente enviado a pruebas de campo el 26 de diciembre de 1933. El resultante cañón con cierre semiautomático recibió la designación de "cañón antitanque M1934 45 mm" (45-мм противотанковая пушка образца 1934 года, en ruso). Estos cañones fueron considerados obsoletos en 1937 y se les reemplazó con el cañón antitanque M1937 (53-K) 45 mm. La versión para tanques (45-мм танковая пушка образца 1932/38 годов (20-К), en ruso) todavía estaba en servicio durante las primeras etapas de la Operación Barbarroja. Los cañones M1932 (19-K) 45 mm capturados por los alemanes recibieron la designación 4.5 cm Pak 184(r).
A su afuste se le reemplazaron sus ruedas de radios de madera con ruedas metálicas con neumáticos del GAZ-A en 1934, mientras que en 1936 sus ruedas fueron actualizadas con llantas de caucho macizo, incrementando el peso total del cañón a 560 kg. La evolución del 19-K al 53-K fue gradual, con mejoras incorporadas a las líneas de producción en varias ocasiones.   

### Cañón de tanque 20-K

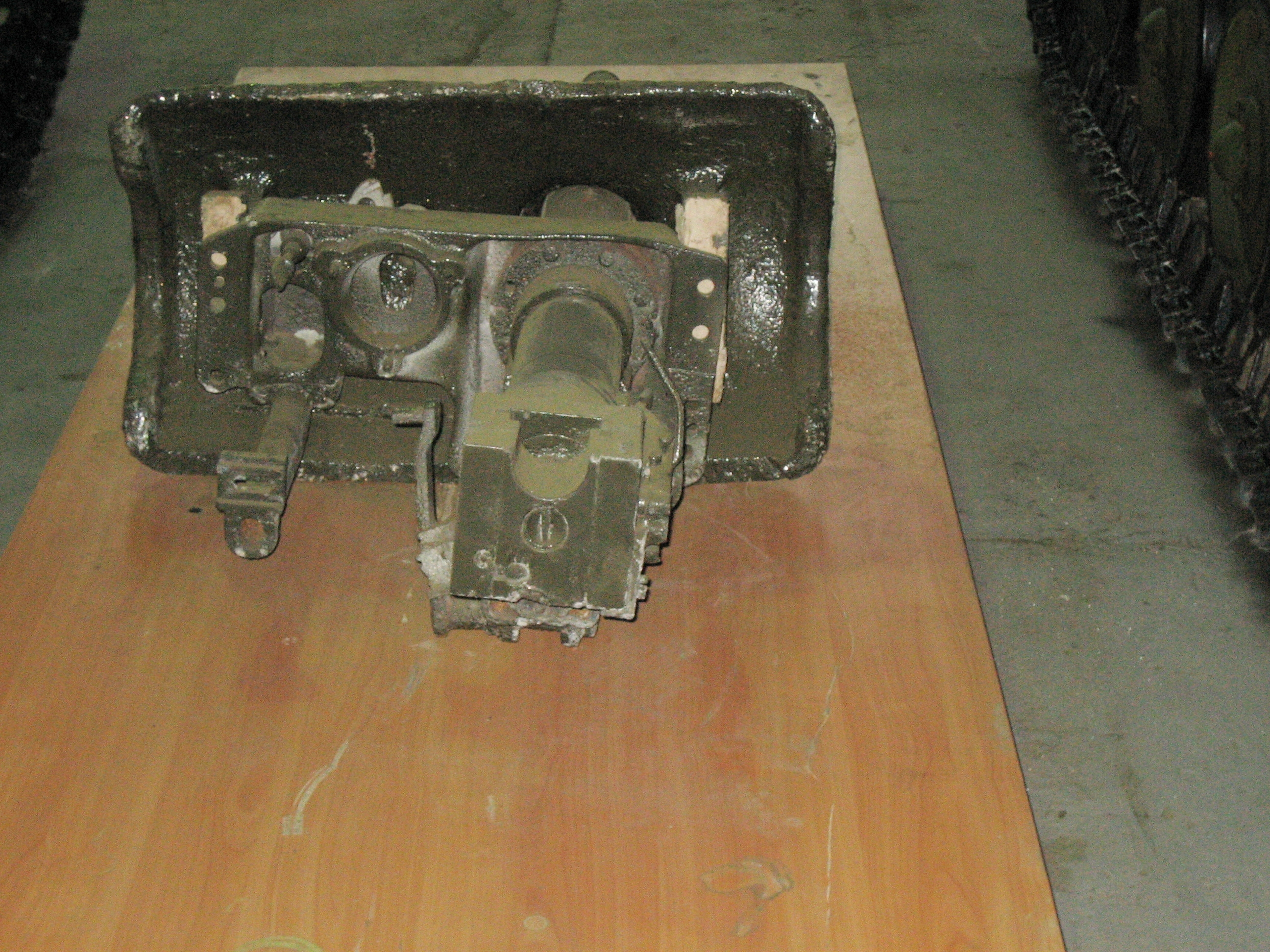
Detalle del cierre y la recámara del 20-K del Museo de tanques de Kubinka.

El cañón fue instalado a bordo de tanques con la designación cañón de tanque M1932 (20-K) 45 mm. En 1934, el cañón fue mejorado con un cierre semiautomático en lugar del original cierre manual. Se le hicieron otros cambios en el mecanismos de elevación y el sistema de retroceso. Fue empleado en varios tanques soviéticos y disparaba los mismos proyectiles que la versión antitanque. El cañón fue mejorado más tarde y recibió la designación cañón de tanque M1938 45 mm, estando equipado con un sistema de percusión eléctrica y una mira telescópica con estabilizador TOS (solo en plano vertical), que le permitía disparar con precisión mientras el tanque estaba en movimiento. El estabilizador giroscópico fue retirado en 1941, porque las tripulaciones sin experiencia no lo activaban. Entre 1941 y 1942, algunos cañones de tanque M1938 fueron montados sobre afustes para reemplazar a los cañones antitanque perdidos durante las primeras etapas de la Operación Barbarroja. A pesar de que se desconoce la designación soviética para estos cañones, aquellos que fueron capturados por los alemanes recibieron la designación 4.5 cm Pak 184/6(r).
| Año     | Unidades producidas |
| ------- | ------------------- |
| 1932    | 10                  |
| 1933    | 2099                |
| 1934    | 2005                |
| 1935    | 2443                |
| 1936–40 | 15007               |
| 1941    | 2759                |
| 1942    | 5090                |
| 1943    | 3040                |

Entre los automóviles blindados y los tanques armados con este cañón figuran:
- BA-6
- T-26
- BT-5
- BT-7
- T-18M
- T-50
- T-70
- T-35
- SMK

### Cañón antiaéreo 21-K
La caña del 19-K fue montada sobre un afuste de pedestal y empleado por la Armada Soviética como un cañón antiaéreo desde 1934. No fue muy efectivo en este papel, ya que tenía que ser recargado manualmente y esto reducía su cadencia a unos 25-30 disparos/minuto, además sus proyectiles no tenían una espoleta cronométrica y debían obtener un impacto directo para dañar sus blancos.

## Munición
Tipos de proyectiles:
- B-240/BR-240 - Antiblndaje
- Antiblindaje química
- UBR-240P - Antiblindaje compuesto rígido
- UBR-243P – Antiblindaje subcalibre
- UBR-243SP – Antiblindaje
- UBZR-243 – Antiblindaje incendiario
- UO-243 – Alto poder explosivo
- UssH-243 – Shrapnel
- Fumígeno

## Desempeño
| Penetración |       |       |         |         |         |
| Tipo        | 100 m | 500 m | 1.000 m | 1.500 m | 2.000 m |
| APHE        | 61 mm | 46 mm | 32 mm   | 22 m    | 15 mm   |
| APBC-HE     | 59 mm | 45 mm | 35 mm   | 29 mm   | 26 mm   |
| APCR        | 94 mm | 64 mm | 40 mm   | -       | -       |